# Stadion im. Napoleona
Stadion im. Napoleona – stadion sportowy w mieście Akka, w Izraelu. Obiekt może pomieścić 2500 widzów. Dawniej swoje spotkania rozgrywała na nim pierwsza drużyna Hapoelu Akka, obecnie pełni on rolę boiska treningowego.

## Położenie
Stadion znajduje się w południowo-wschodniej części miasta Akka. Jest on położony przy ulicy Ben Ammi.

## Historia
Przez wiele lat był to główny stadion piłkarski Akki. W 2000 roku podczas prac inwestycyjnych kolei, rozebrano zachodnie trybuny tego stadionu. Po rozbiórce stadion został zdyskwalifikowany z rozgrywek ligowych i mógł pełnić jedynie funkcje szkoleniowe. Rakewet Jisra’el i Ministerstwo Transportu jako rekompensatę przyznały środki finansowe, które umożliwiły rozpoczęcie w 2009 roku budowę nowego Stadionu Miejskiego.

## Informacje ogólne
Stadion pierwotnie posiadał 5 tys. miejsc siedzących na dwóch zadaszonych trybunach. Po rozbiórce zachodniej trybuny pozostało jedynie 2,5 tys. miejsc siedzących. Ze stadionu korzysta w celach szkoleniowych drużyna piłkarska Hapoel Akka, która prowadzi rozgrywki w I lidze izraelskiej piłki nożnej.